# Čečelice
Čečelice jsou obec v okrese Mělník ve Středočeském kraji. Leží zhruba 2,5 kilometru severovýchodně od Všetat, dvanáct kilometrů jihovýchodně od Mělníka a 27 kilometrů severoseverovýchodně od centra Prahy. Žije zde 687 obyvatel.

## Historie
První písemná zmínka o obci pochází z 29. března 1252 a Čečelice tak patří k nejstarším obcím mělnického okresu.[zdroj?] Podle archeologických nálezů bylo území osídleno již v mladší době kamenné, tj. asi 4000 let před n. l. Nejstarší písemně doložená zmínka o vsi Čečelice pochází z roku 1252, kdy je uváděn na listině z 29. března 1252 jako svědek rytíř Pabián (Fabián) z Čečelic, sídlící na tvrzi v Čečelicích.

## Přírodní poměry
Obec leží ve Středočeském kraji na východním okraji okresu Mělník. Na hranici katastrálního území Čečelice okres Mělník hraničí s okresy Prahy-východ a Mladá Boleslav. Vzdálenost z Čečelic do okresního města Mělník je 14 km po silnici II. třídy č. 244 a I. třídy č. 16. Vzdálenost do centra Prahy je 30 km po silnici II. třídy č. 244.
Čečelice leží ve Středočeské tabuli, Mělnické kotlině v nadmořské výšce 180 - 200 m n. m. v mírném jižním svahu mezi vrchy Cecemín (239 m n. m. na jihu a Na neckách (240 m.n.n. na severu). Území patří k povodí Labe. Od obce je řeka vzdálená 6,5 km a v nejbližším místě (Kostelec nad Labem) má nadmořskou výšku 160 m n. m. Ve vzdálenosti 10 km severně se nachází hranice Chráněné krajinné oblasti Kokořínsko – Máchův kraj.

## Obyvatelstvo
| Rok            | 1869 | 1880 | 1890 | 1900 | 1910 | 1921 | 1930 | 1950 | 1961 | 1970 | 1980 | 1991 | 2001 | 2011 | 2021 |
| -------------- | ---- | ---- | ---- | ---- | ---- | ---- | ---- | ---- | ---- | ---- | ---- | ---- | ---- | ---- | ---- |
| Počet obyvatel | 723  | 767  | 789  | 780  | 857  | 953  | 917  | 821  | 789  | 774  | 673  | 577  | 563  | 611  | 669  |
| Počet domů     | 126  | 138  | 149  | 151  | 170  | 184  | 206  | 236  | 226  | 225  | 220  | 249  | 252  | 257  | 270  |

### Obyvatelé a společenský život
V obci žilo k 1. lednu 2015 celkem 635 obyvatel ve 270 nemovitostech.[zdroj?] Vypočtená hustota zalidnění je 54,98 obyvatel/km². Od roku 1997 je patrný mírný nárůst počtu obyvatel.[zdroj?] Děti docházejí do místní ZŠ a MŠ a od II. stupně ZŠ dojíždějí do okolních škol. Lidé v produktivním věku pracují přímo v Čečelicích, častěji však dojíždějí do okolních obcí a měst, vč. Prahy.
Působí zde Sbor dobrovolných hasičů, Tělovýchovná jednota Sokol, Myslivecké sdružení Čečelice – Konětopy, Honební společenstvo Čečelice – Konětopy a Spolek přátel vína „Vínocoptéra“. 

## Obecní správa

### Územněsprávní začlenění
Dějiny územněsprávního začleňování zahrnují období od roku 1850 do současnosti. V chronologickém přehledu je uvedena územně administrativní příslušnost obce v roce, kdy ke změně došlo:
- 1850 země česká, kraj Praha, politický i soudní okres Mělník[6]
- 1855 země česká, kraj Praha, soudní okres Mělník
- 1868 země česká, kraj Praha, politický i soudní okres Mělník
- 1939 země česká, Oberlandrat Mělník, politický i soudní okres Mělník[7]
- 1942 země česká, Oberlandrat Praha, politický i soudní okres Mělník[8]
- 1945 země česká, správní i soudní okres Mělník[9]
- 1949 Pražský kraj, okres Mělník[10]
- 1960 Středočeský kraj, okres Mělník
- 2003 Středočeský kraj, okres Mělník, obec s rozšířenou působností Mělník

### Obecní symboly
Znak a vlajka byly obci uděleny rozhodnutím předsedy Poslanecké sněmovny Parlamentu České republiky dne 26. listopadu 1999.

## Společnost

### Rok 1932
V obci Čečelice (1008 obyvatel, katolický kostel, sbor dobrovolných hasičů) byly v roce 1932 evidovány tyto živnosti a obchody: 2 holiči, 3 hostince, kapelník, klempíř, kolář, 2 kováři, krejčí, 3 obuvníci, 3 obchody s ovocem a zeleninou, pekař, 6 rolníků, řezník, sedlář, 7 obchodů se smíšeným zbožím, Spořitelní a záložní spolek v Čečelicích, obchod s hospodářskými stroji, studnař, švadlena, 2 trafiky, 2 truhláři.

## Hospodářství

### Zemědělství
Tradiční zemědělská obec se od prvorepublikového individuálního zemědělství v 50. a 60. letech 20. stol. nuceně přeorientovala ke kolektivní zemědělské výrobě a mocným hospodářským subjektem se stalo Zemědělské družstvo XV. sjezdu KSČ. Poskytovalo pracovní příležitosti pro většinu obyvatel v produktivním věku. Mohutná invaze cizích zemědělských produktů na český trh v 90. letech způsobila úpadek zemědělské výroby v celé ČR a proto i v tomto regionu. Hospodářství obce se tak podruhé významně změnilo. Mnoho lidí se rekvalifikovalo do nezemědělských oborů, narostl podíl lidí vyjíždějících za prací. Pozitivním důsledkem byl návrat k řemeslům a drobnému podnikání. Zemědělství zůstává pro obec i nadále významné. Na jihovýchodním okraji obce se nachází rozsáhlý zemědělský areál, jehož budovy, zařízení a kapacity jsou využity pouze z části. V současné zemědělské činnosti dominuje rostlinná výroba zaměřená na produkci zeleniny, obilí, řepky olejky, brambor a kukuřice.

### Obchody, služby a řemesla
V obci se nacházejí dva obchody se smíšeným zbožím, ale v provozu je pouze jeden obchod z uvedených. Ovoce a zeleninu mohou obyvatelé nakupovat ve velkoobchodu ČEKO. Maso a uzeniny je možné 1x týdně koupit v pojízdné prodejně firmy Goldšmíd. Na návsi je dále obchod s rybářskými potřebami. Ze služeb je k dispozici kadeřnictví, knihovna, jídelna v ZŠ a veterinární ordinace. Řemeslníci nabízejí obory zednické, truhlářské, instalatérské, servis plyn, podlahářství, sádrokartonářství, elektro, výškové práce, kovovýrobu, reklamu, opravy stavebních strojů.

## Doprava
- Pozemní komunikace – Obcí prochází silnice II/244 Kostelec nad Labem - Všetaty - Čečelice - Byšice.
- Železnice – Železniční stanice na území obce není. Po okraji katastrálního území obce vede železniční trať 070 v úseku Neratovice - Mladá Boleslav. Nejblíže obci je železniční stanice Byšice ve vzdálenosti 1,5 km ležící na trati 070 z Prahy do Turnova.
- Veřejná doprava 2012 – V obci měly zastávky příměstské autobusové linky jedoucí do těchto cílů: Hostín, Mělník, Mšeno, Praha, Všetaty (dopravce ČSAD Střední Čechy, a. s.).

## Školství

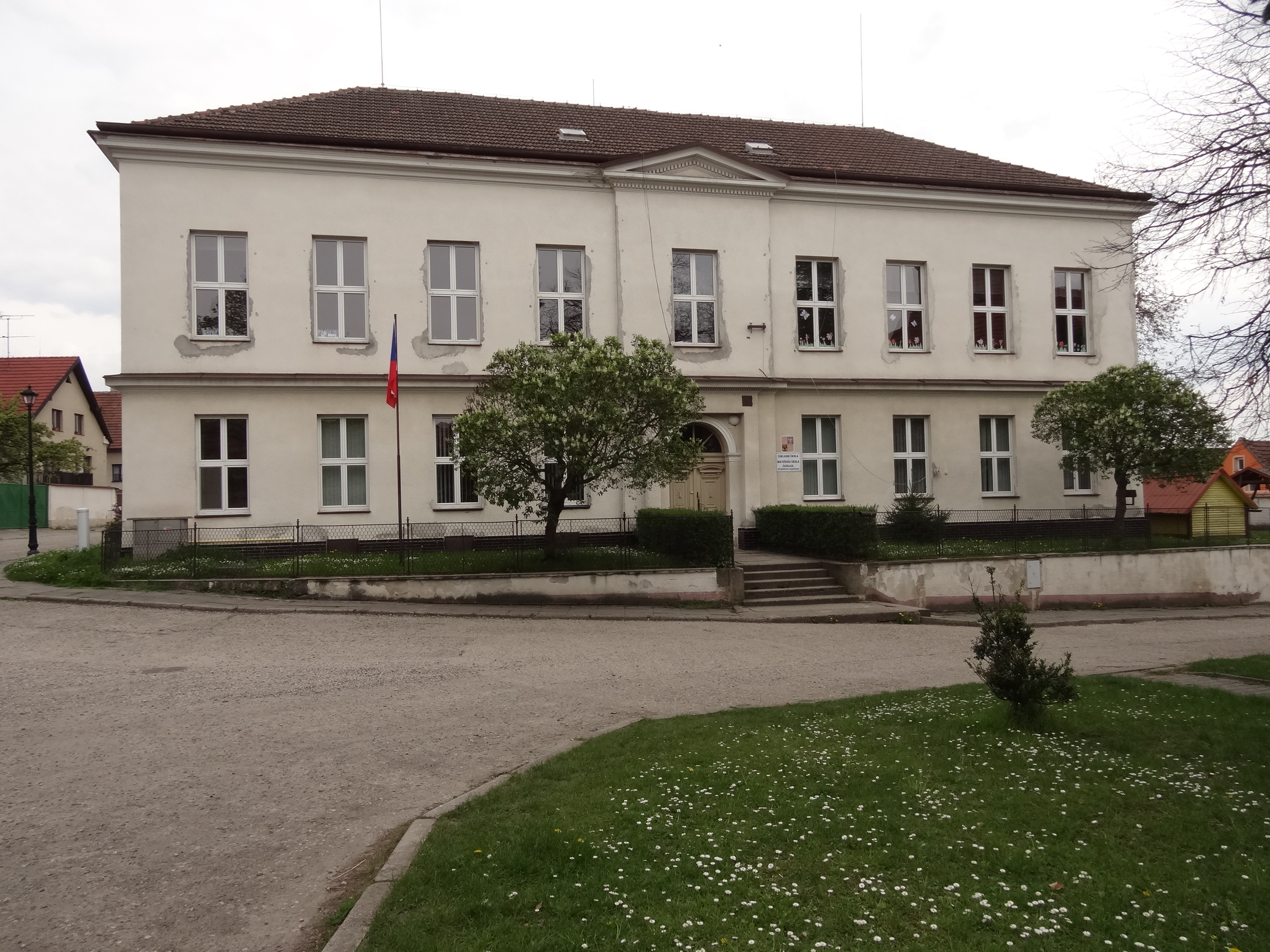
Školní budova

Obec Čečelice je zřizovatelem jednotřídní mateřské školy a základní školy, které sdílejí společnou školní budovu. Budova školy je obklopena velkou zahradou, nedaleko je park a hřiště.

## Sport a tělovýchova
V obci byla vybudována řada sportovišť: fotbalové hřiště, koupaliště, tenisový kurt, plážový volejbal, dětské hřiště a sokolovna. Veškeré zázemí pro další sportovní a volnočasové aktivity je dostupné v nejbližším okolí.

## Pamětihodnosti
Dominantou Čečelic je původně románský kostel sv. Havla. Z románského období je zachována tribuna a věž s cimbuřím. V letech 1694–1711 byl barokně úpraven.
Z roku 1910 pochází pomník Karla Havlíčka Borovského a z roku 1923 pomník mistra Jana Husa. V dolní části obce v ulici Družstevní se nachází socha svatého Václava z roku 1912. V ulici Dlážděná se nachází kaplička. Několik kapliček a křížků je i v okolí obce.

## Galerie

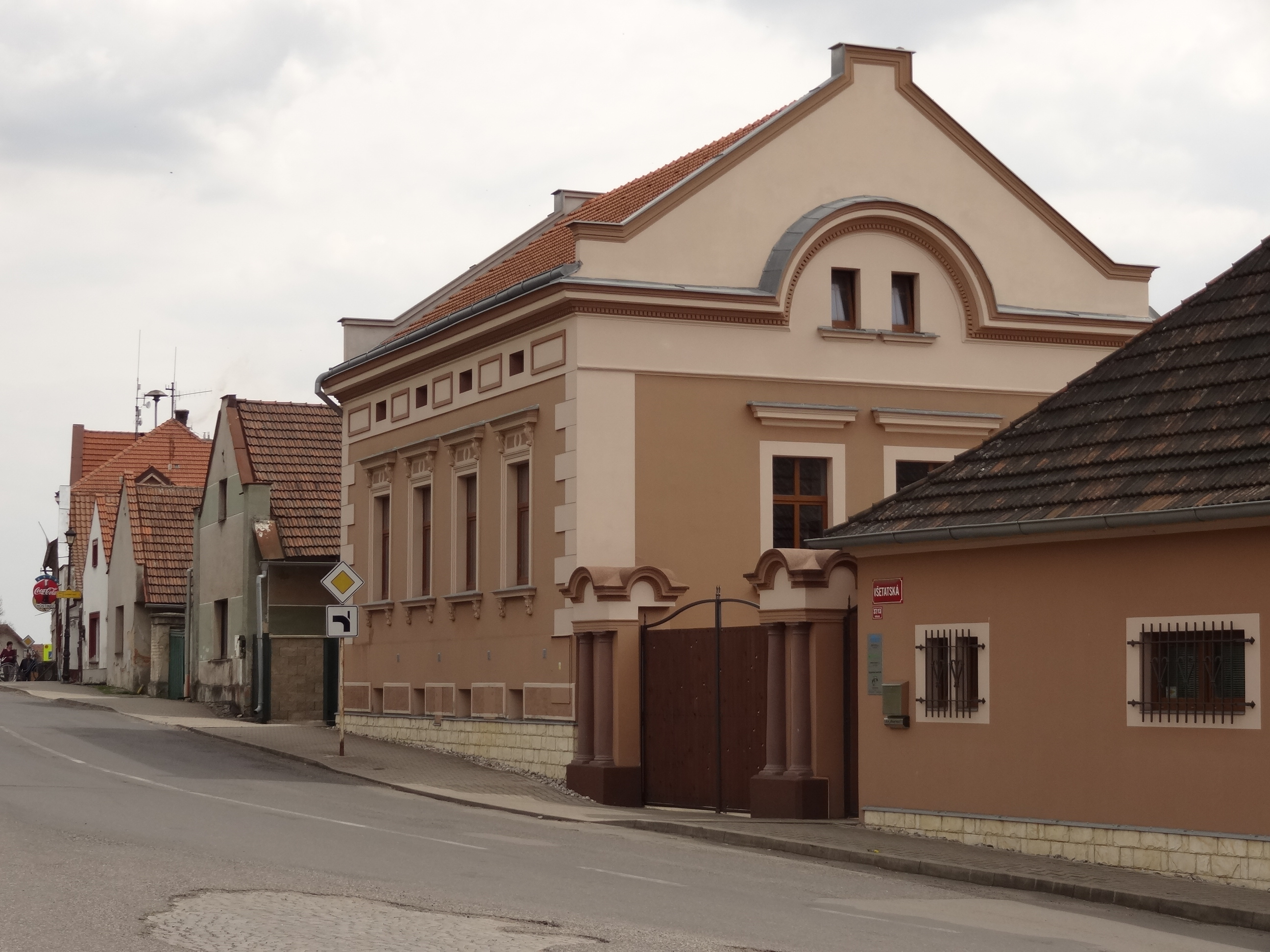
Konětopská ulice ve středu obce
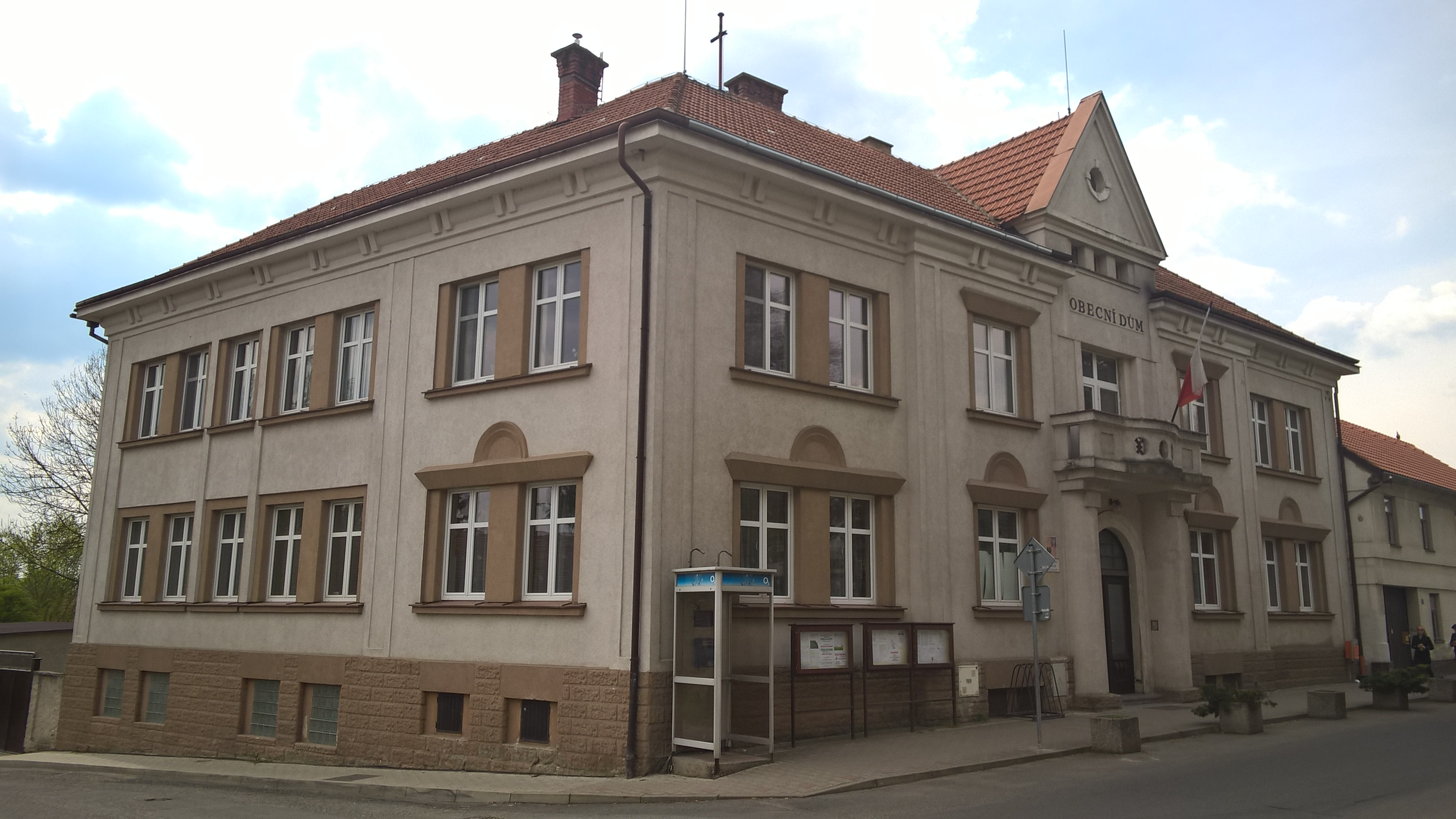
Obecní dům
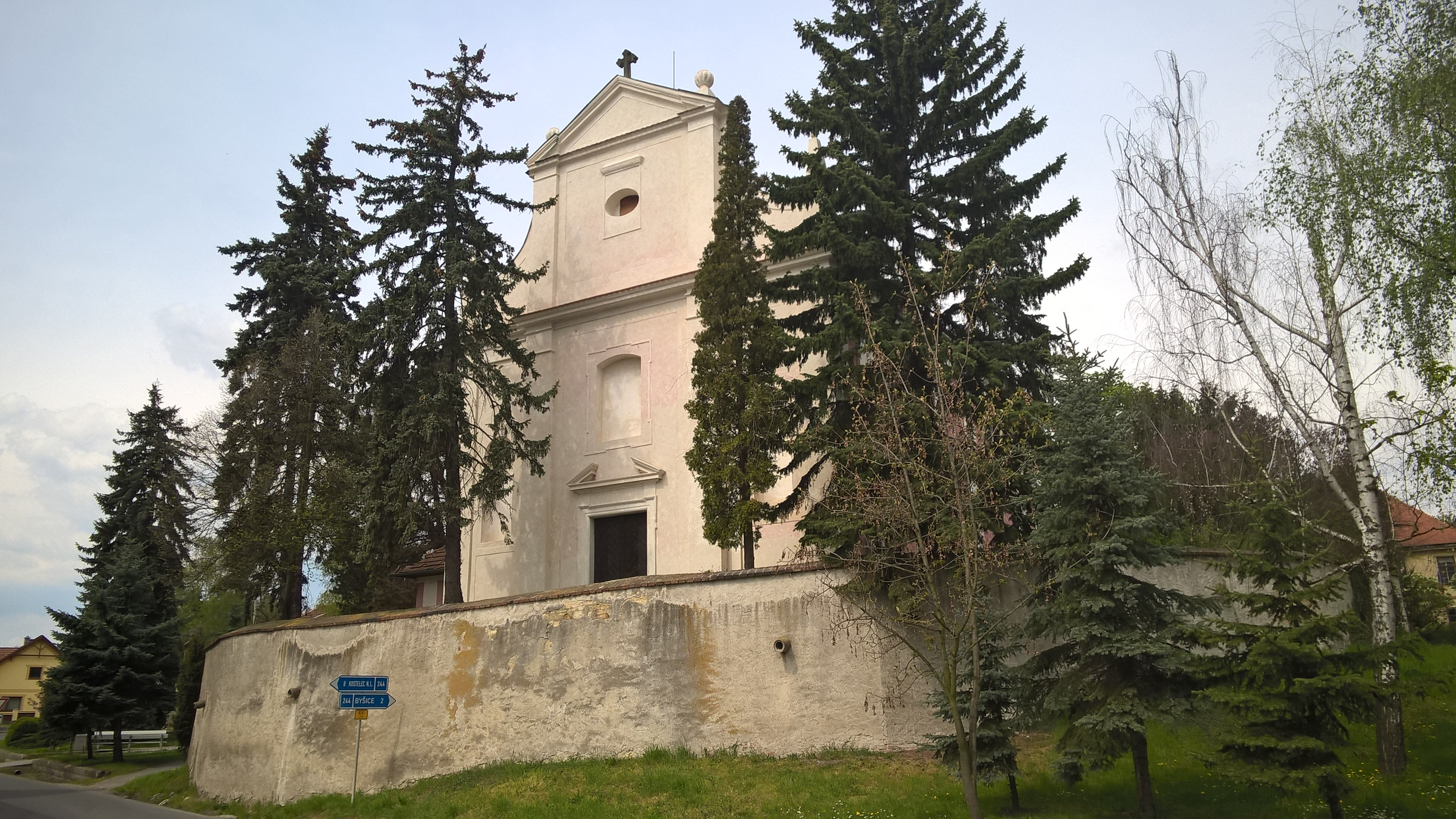
Průčelí kostela sv. Havla
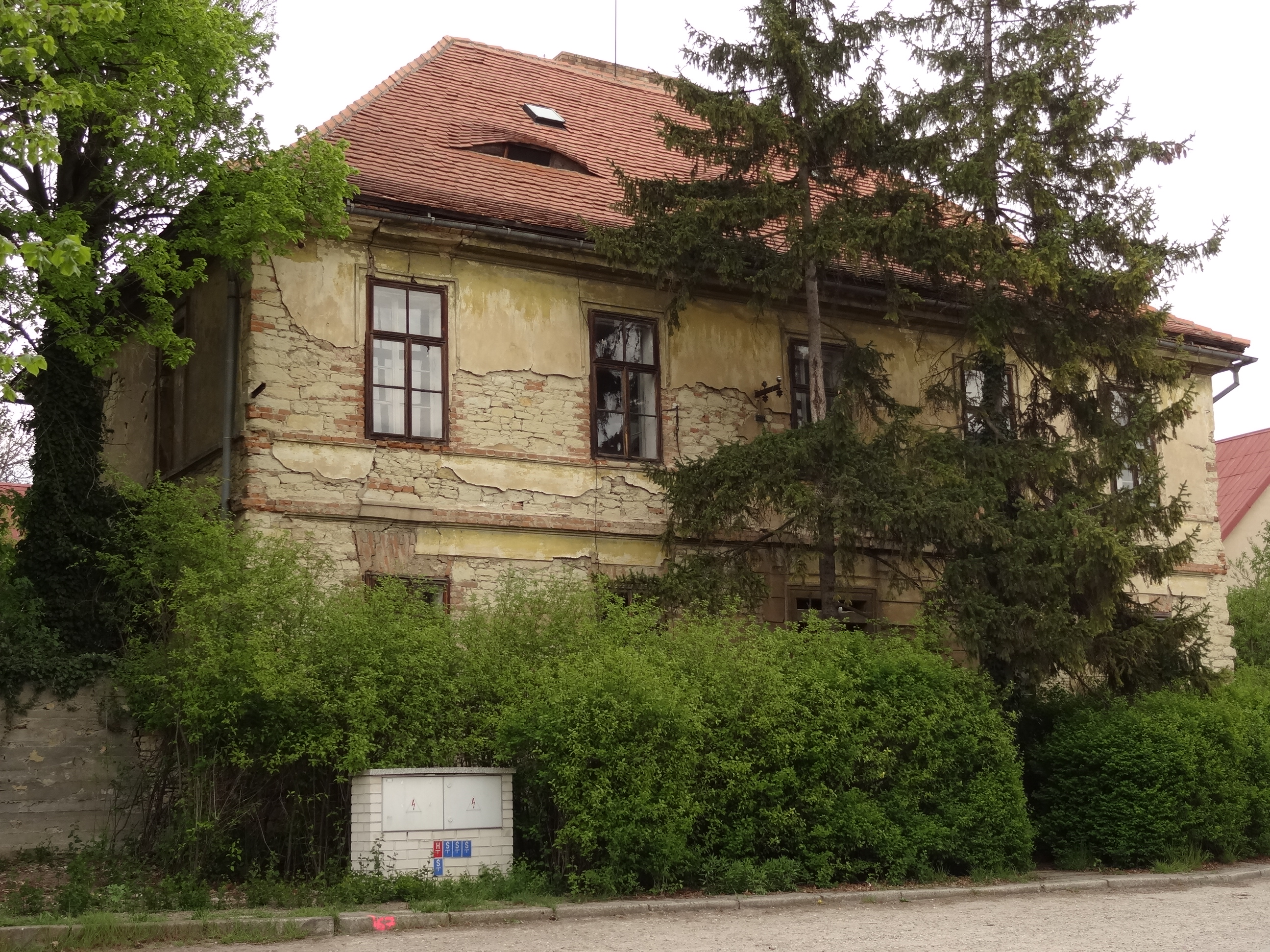
Památkově chráněná fara
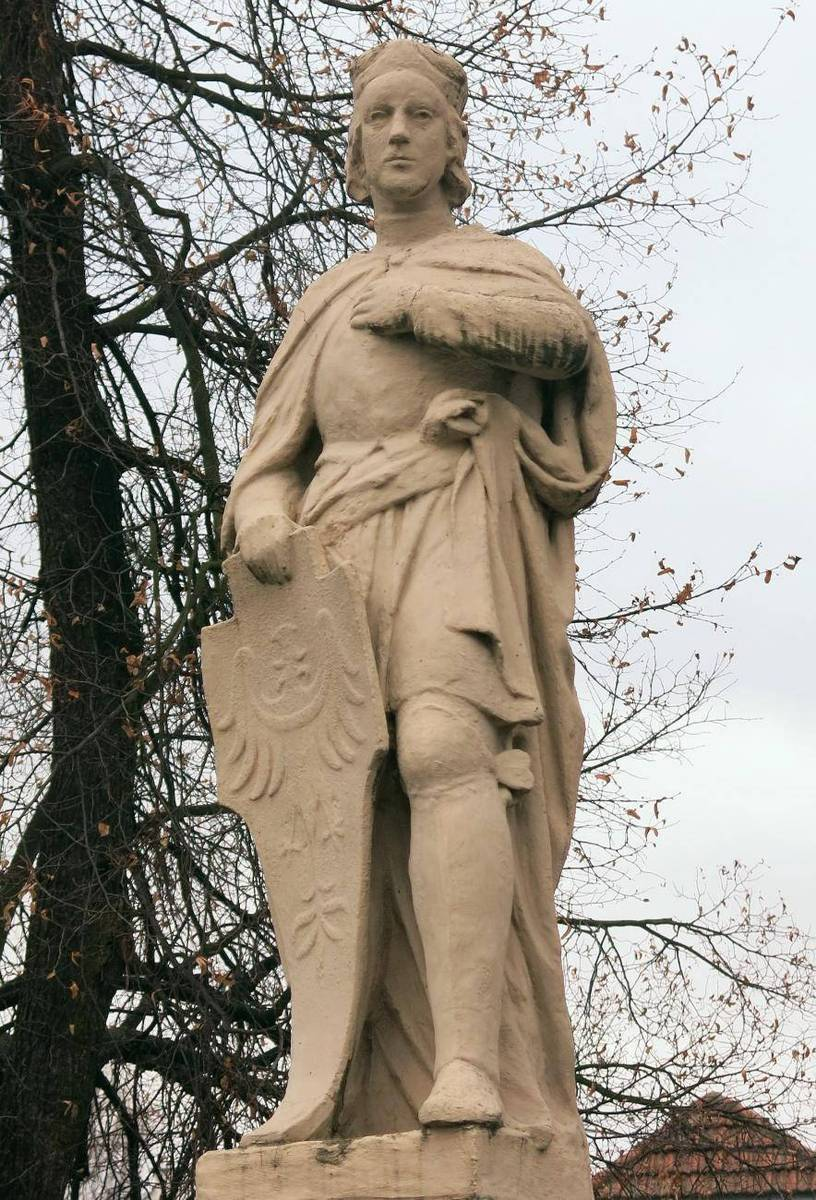
Socha sv. Václava
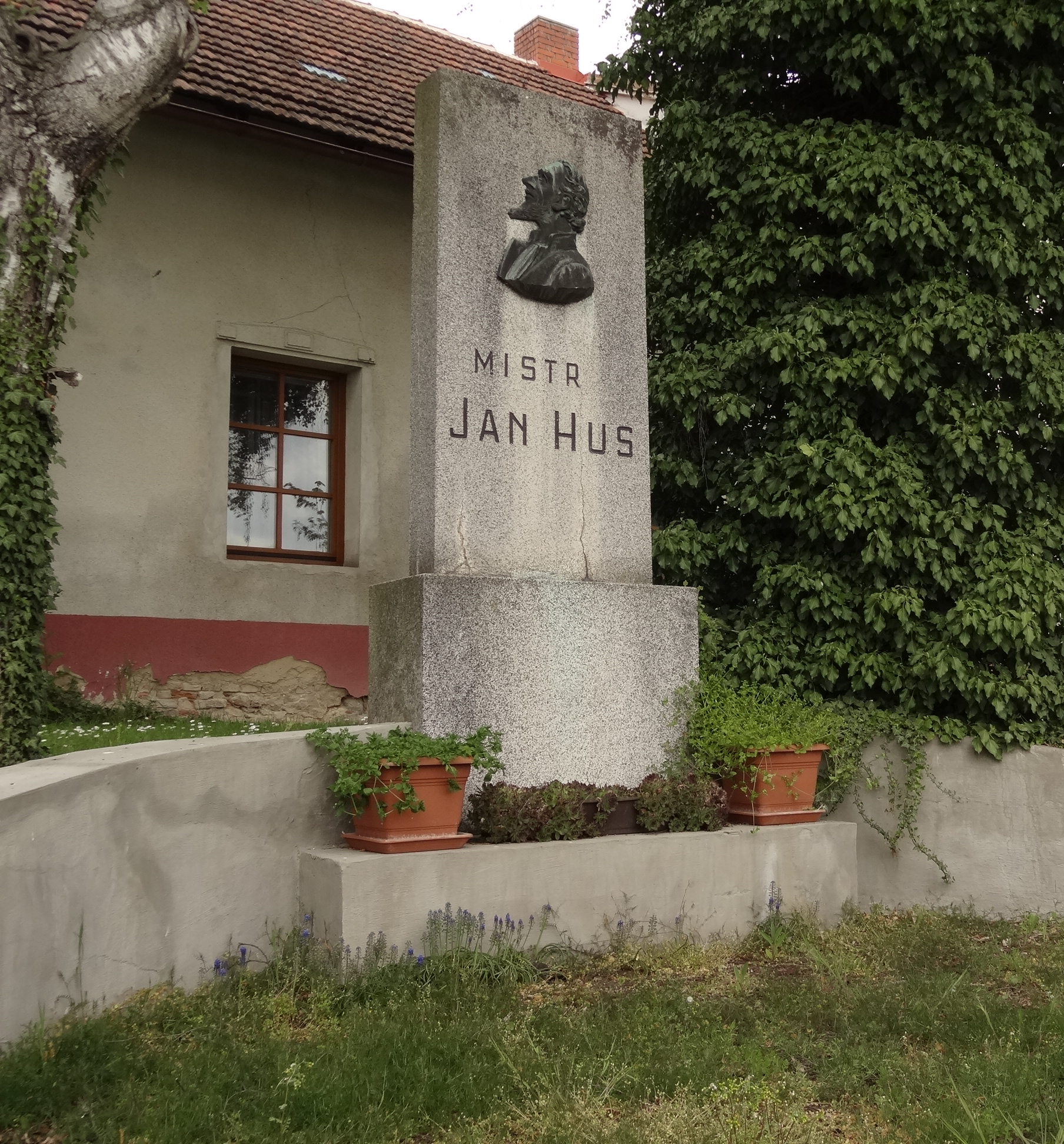
Pomník Jana Husa
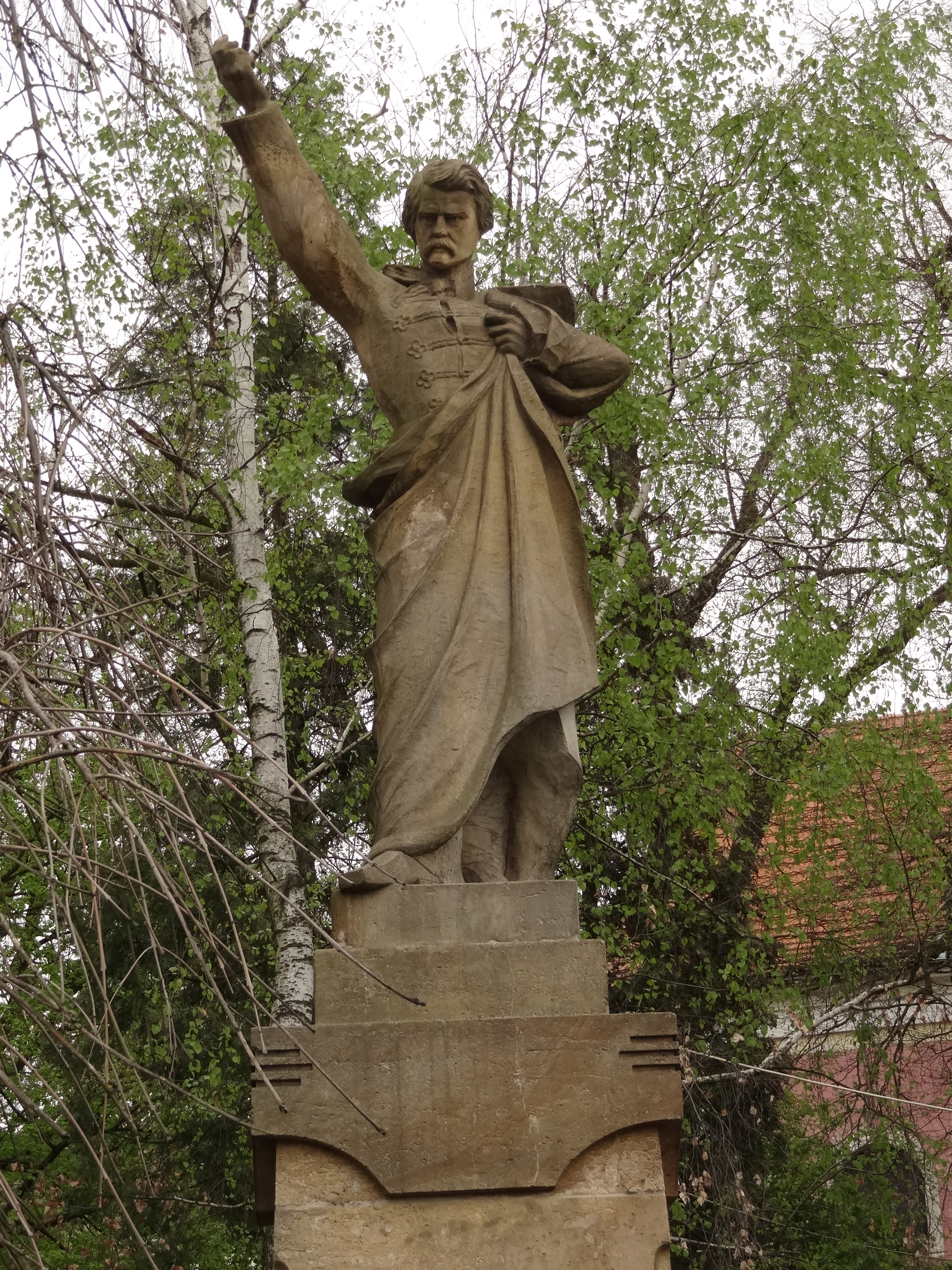
Pomník K. H. Borovského
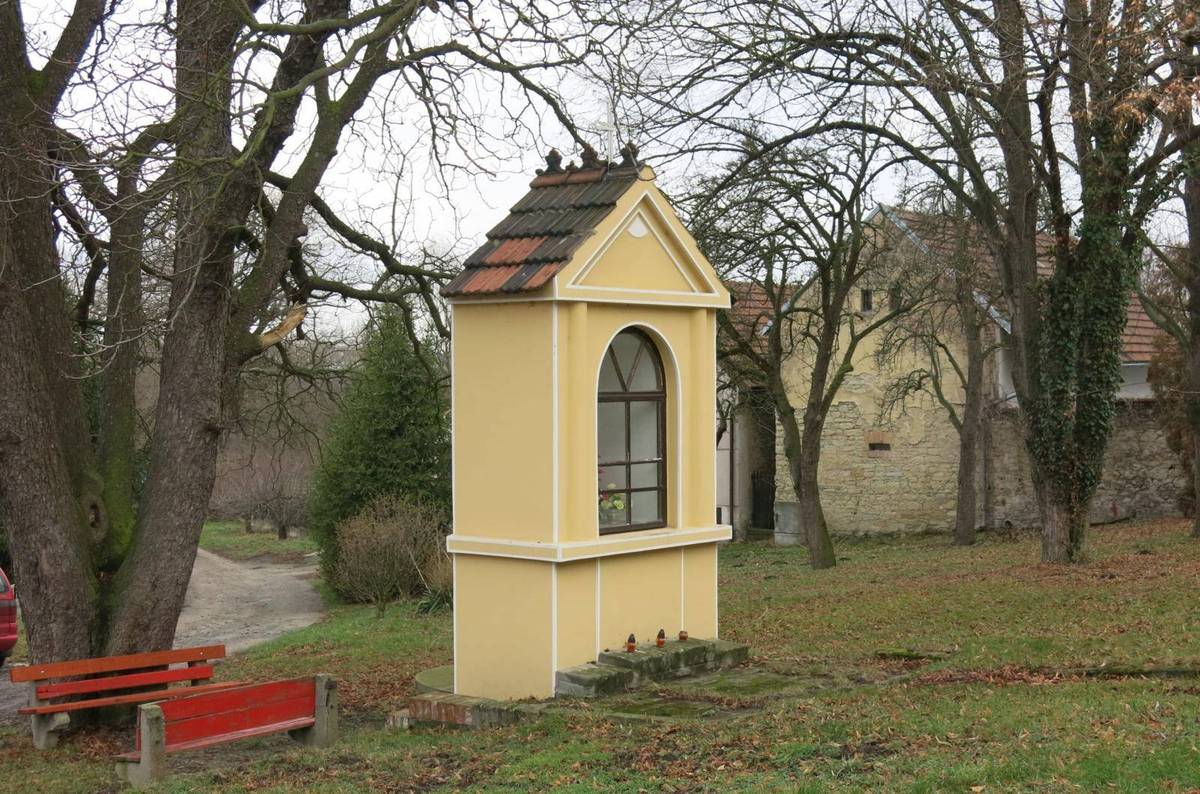
Kaplička v ulici Dlážděná